# Sante Ranucci
Sante Ranucci (Montefiascone, 31 ottobre 1933 – Scandicci, 20 maggio 2023) è stato un ciclista su strada italiano, campione del mondo dilettanti nel 1955 a Frascati e professionista dal 1956 al 1964.

## Carriera
Conseguì ottimi risultati da dilettante imponendosi in importanti prove della categoria come il Gran Premio Città di Camaiore e, soprattutto, conquistando la maglia arcobaleno nell'edizione italiana dei Mondiali 1955 a Frascati davanti ai connazionali Lino Grassi e Dino Bruni.
Passò professionista nel 1956, tuttavia pur mostrando buone attitudini da scalatore e di resistenza non riuscì mai a cogliere un successo. Nel 1956 ottenne il miglior risultato della sua carriera professionistica chiudendo al secondo posto la Freccia Vallone, battuto solo dal belga Richard Van Genechten. In quell'anno fu anche quarto al Giro del Piemonte. Nella stagione seguente colse l'ottavo posto nella Liegi-Bastogne-Liegi vinta da Frans Schoubben, dimostrando di essere particolarmente incline alle dure Classiche delle Ardenne; in quell'occasione fu il primo degli italiani, oltre che il primo non belga, a giungere al traguardo.
Partecipò al suo primo Giro d'Italia nel 1958 concludendolo al dodicesimo posto assoluto, a più di un quarto d'ora di ritardo dal vincitore Ercole Baldini. Nel corso della manifestazione seppe mettersi in particolare evidenza nella sesta tappa, che prevedeva l'arrivo a Chiavari, dove giunse secondo, battuto da Silvano Ciampi, e nella decima frazione, con arrivo a Roma dove si piazzò terzo di giornata, preceduto da Gastone Nencini e Walter Martin. Questa si dimostrerà la migliore delle sue tre partecipazioni alla corsa rosa. Fra i piazzamenti di quella stagione vanno ricordati anche il secondo posto al Giro del Lazio, vinto da Nino Defilippis (quell'anno la competizione era divisa in due semitappe da disputarsi nell'arco di un unico giorno, una prova in linea e una cronometro a squadre), il quinto al Giro di Campania e l'ottavo nella Milano-Mantova.
Nel 1962 sfiorò nuovamente il successo al Giro d'Italia nell'ottava frazione, la Avellino-Foggia. Anche in quell'occasione giunse secondo, battuto dall'olandese Huub Zilverberg.

## Palmarès
- 1954 (dilettanti)

Gran Premio Città di Camaiore
- 1955 (dilettanti)

Roma-Tarquinia
Coppa Bologna
Coppa 29 Martiri di Figline di Prato
Campionati del mondo, Corsa in linea dilettanti
Gran Premio Singer
Coppa Città del Marmo
Giro della Toscana dilettanti
Gran Premio Pirelli
Coppa Mobilio Ponsacco
Coppa Giacomo Silvio Guelpa

## Piazzamenti

### Grandi Giri
- Giro d'Italia

1956: ritirato
1958: 12º
1962: ritirato
1963: 34º
- Vuelta a España

1959: ritirato

### Classiche monumento
- Milano-Sanremo

1956: 54º
1957: 17º
1958: 79º
- Liegi-Bastogne-Liegi

1956: 21º
1957: 8º

### Competizioni mondiali
- Campionati del mondo

Frascati 1955 - In linea Dilettanti: vincitore